# Heterocampa
Heterocampa is een geslacht van vlinders van de familie tandvlinders (Notodontidae), uit de onderfamilie Heterocampinae.

## Soorten
- H. amanda Barnes & Lindsey, 1921
- H. astarte Doubleday, 1841
- H. astartoides Benjamin, 1932
- H. averna Barnes & McDunnough, 1910
- H. belfragei Grote, 1879
- H. benitensis Blanchard, 1971
- H. biundata Walker, 1855
- H. cubana Grote, 1865
- H. ditta Barnes & McDunnough, 1910
- H. guttivitta Walker, 1855
- H. incongrua Barnes & Benjamin, 1924
- H. lunata Edwards, 1884
- H. obliqua Packard, 1864
- H. picta Felder, 1874
- H. ruficornis Dyar, 1906
- H. rufinans Dyar, 1921
- H. secessionis Benjamin, 1932
- H. simulans Barnes & Benjamin, 1924
- H. subrotata Harvey, 1874
- H. umbrata Walker, 1855
- H. varia Walker, 1855
- H. zayasi De la Torre y Callejas & Dalmau, 1959